# Сен Венсан
Сен Венса̀н (на италиански и на френски: Saint-Vincent, на местен диалект: Sèn-Veuncein, Сен Веунсейн, от 1939 до 1945 г. San Vincenzo delle Fonti, Сан Винченцо деле Фонти) е малко градче и община в Северна Италия, автономен регион Вале д'Аоста. Разположено е на 575 m надморска височина. Населението на общината е 4689 души (към 2010 г.).